# دولاب (قشم)
دولاب، روستایی در دهستان دولاب بخش حرا شهرستان قشم در استان هرمزگان ایران است. این روستا، مرکز دهستان دولاب است.

## پیشینه نام
علت نام این روستا را محتمل به دلیل وجود چاه‌های آب شیرین در این منطقه در زمان گذشته می‌دانند که آب آن را با دولاب به سطح زمین انتقال می‌دانند. امروزه نیز از این روش برای تأمین آب بخش‌هایی از جزیره قشم استفاده می‌کنند.

## جمعیت
بر پایه سرشماری عمومی نفوس و مسکن در سال ۱۳۹۵، جمعیت این روستا برابر با ۱٬۴۵۳ نفر (۴۰۴ خانوار) بوده‌است.

## نگارخانه

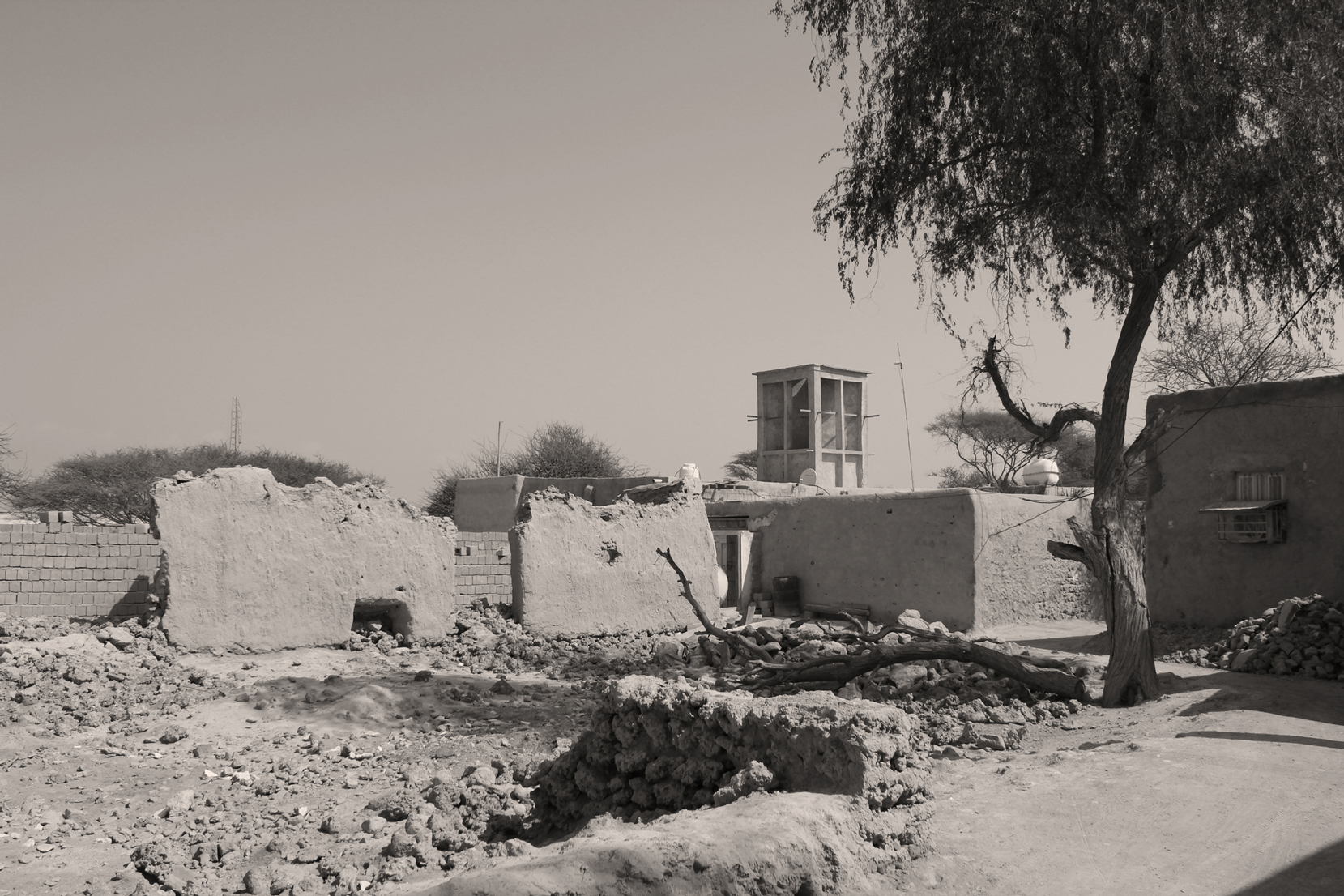
بافت قدیمی دولاب
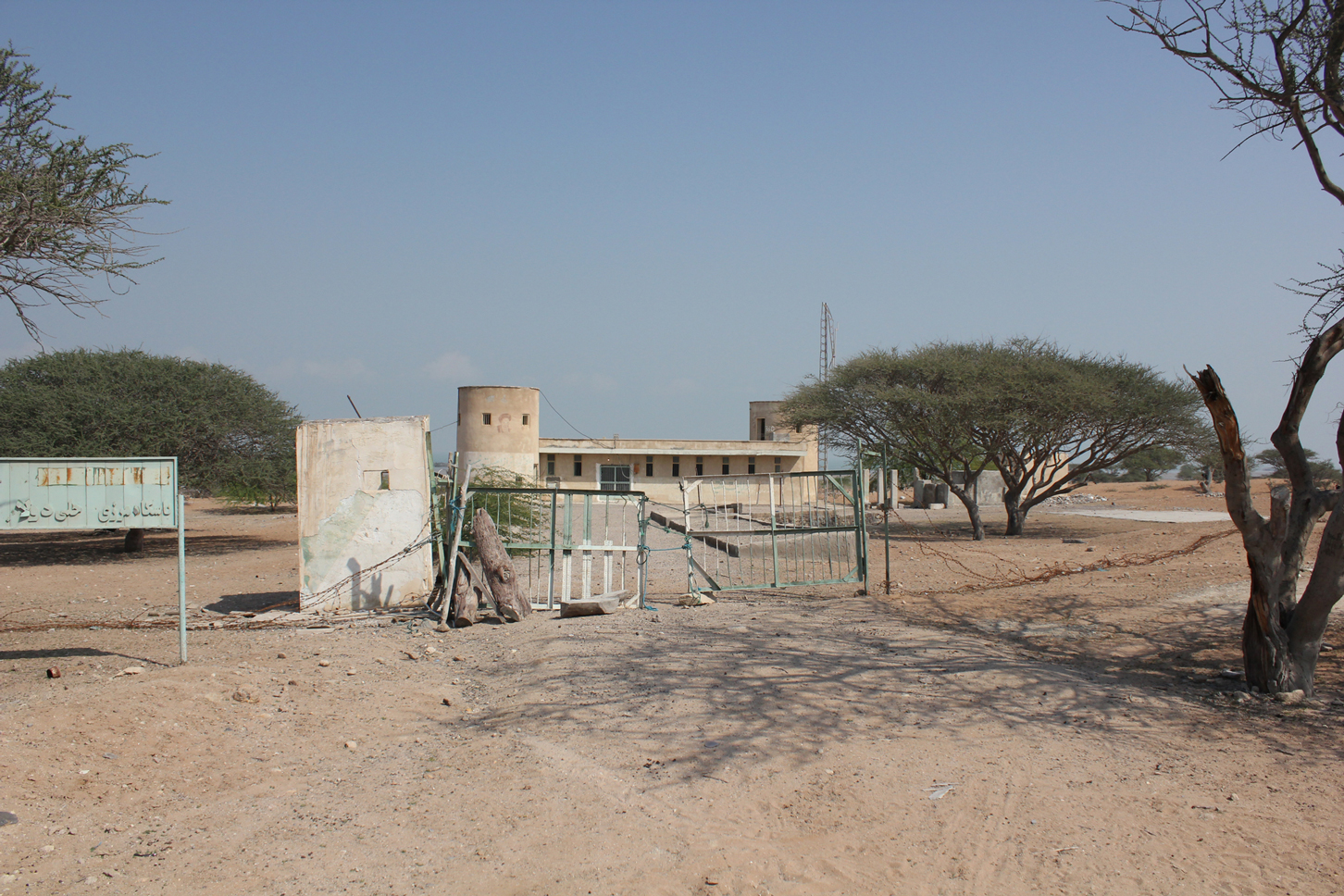
پاسگاه مرزی ساحلی
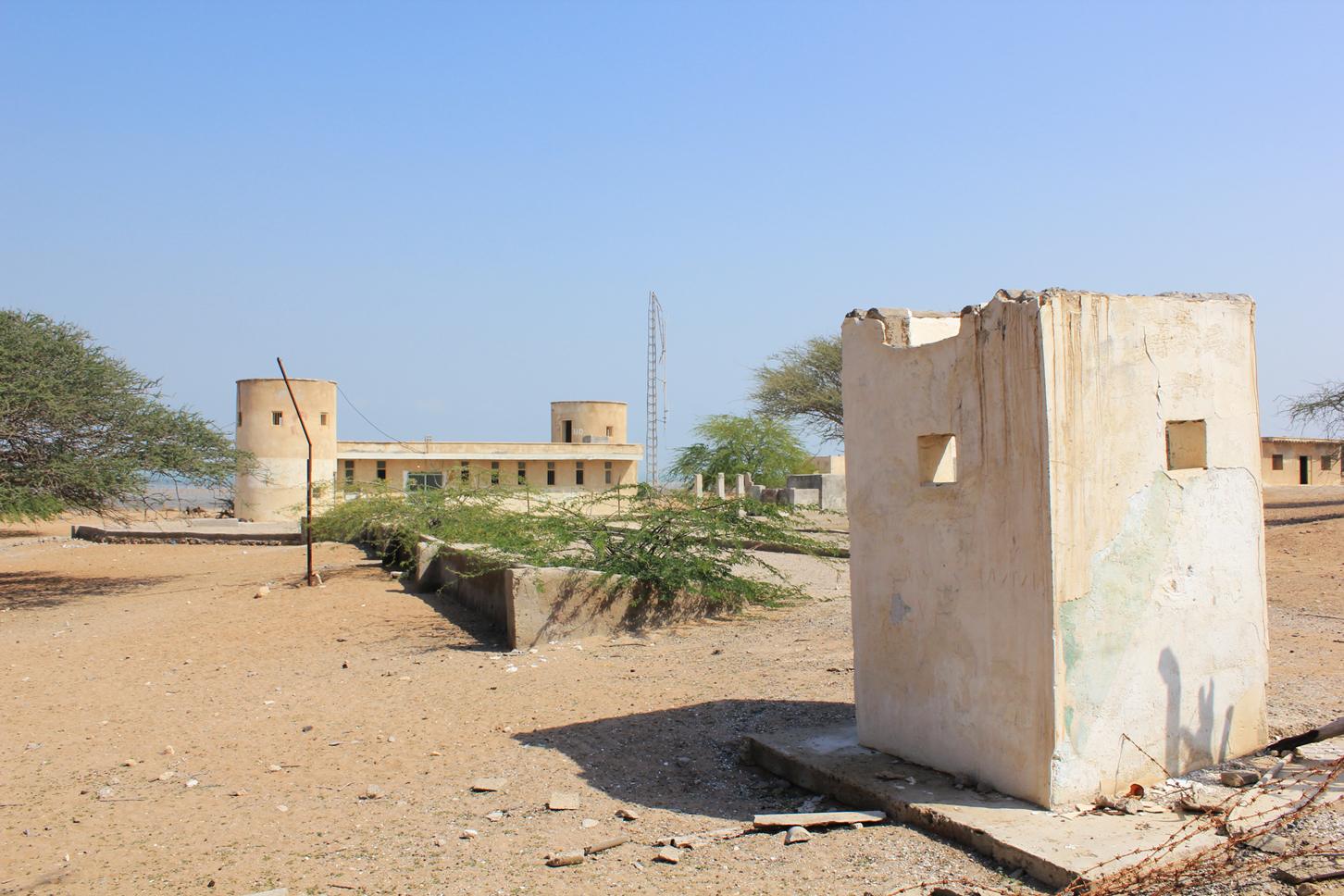
پاسگاه قدیمی دولاب